# Gamze Alikaya
Gamze Alikaya, coniugata Kılıç, (Smirne, 20 dicembre 1993), è una pallavolista turca, palleggiatrice del Kuzeyboru.

## Carriera

### Club
La carriera di Gamze Alikaya inizia nel 2007, giocando a livello giovanile per il Koç İ.Ö.O, dove resta per tre annate, prima di intraprendere la carriera professionistica nella stagione 2010-11 col Galatasaray, debuttando in Voleybol 1. Ligi: nell'annata 2016-17 viene premiata come miglior palleggiatrice del torneo.
Nel campionato 2018-19 si accasa all'Eczacıbaşı con cui conquista due edizioni della Supercoppa turca e una Coppa di Turchia. Dopo una pausa di un'annata per maternità, torna in campo nella stagione 2021-22, difendendo nuovamente i colori del Galatasaray per un biennio e approdando quindi nel campionato 2023-24 al Kuzeyboru.

### Nazionale
Nel 2013 fa parte della selezione under 23, partecipando al campionato mondiale di categoria, mentre con la nazionale maggiore, in cui esordisce nel 2012, vince la medaglia di bronzo al campionato europeo 2017 e quella d'argento alla Volleyball Nations League 2018.

## Palmarès

### Club
- Coppa di Turchia: 1

2018-19
- Supercoppa turca: 2

2018, 2019

### Premi individuali
- 2017 - Sultanlar Ligi: Miglior palleggiatrice